# Трансепт
Трансепт у црквеном градитељству представља попречни брод положен усправно на уздужне бродове тако да раздваја светилиште од остатка цркве и даје основи облик латинског крста.
Први пут је употребљен у ранохришћанској базилици када је број представника цркве прерастао простор презбиторијума. Базилика је тада са трансептом и апсидом добила облик слова Т. Касније је између апсиде и трансепта додат још један простор тзв. хор и тако је грађевина добила облик латинског крста. Попречни брод- трансепт је обично исте висине као и главни брод. Дужина трансепта обично је већа од ширине главне и споредних бродова. Улаз из трансепта у главни брод је наглашен триунфалним луком а на прочељима трансепра се налазе портали који су случили за припаднике конвента док је улаз преко портала на западу (за оријентисане цркве) слуио лаичким припадницима богослужања.
Трансепт постоји већ у 4. веку на Базилици св. Петра у Ватикану. 